# Garden County
Garden County is een county in de Amerikaanse staat Nebraska.
De county heeft een landoppervlakte van 4.414 km² en telt 2.292 inwoners (volkstelling 2000). De hoofdplaats is Oshkosh.

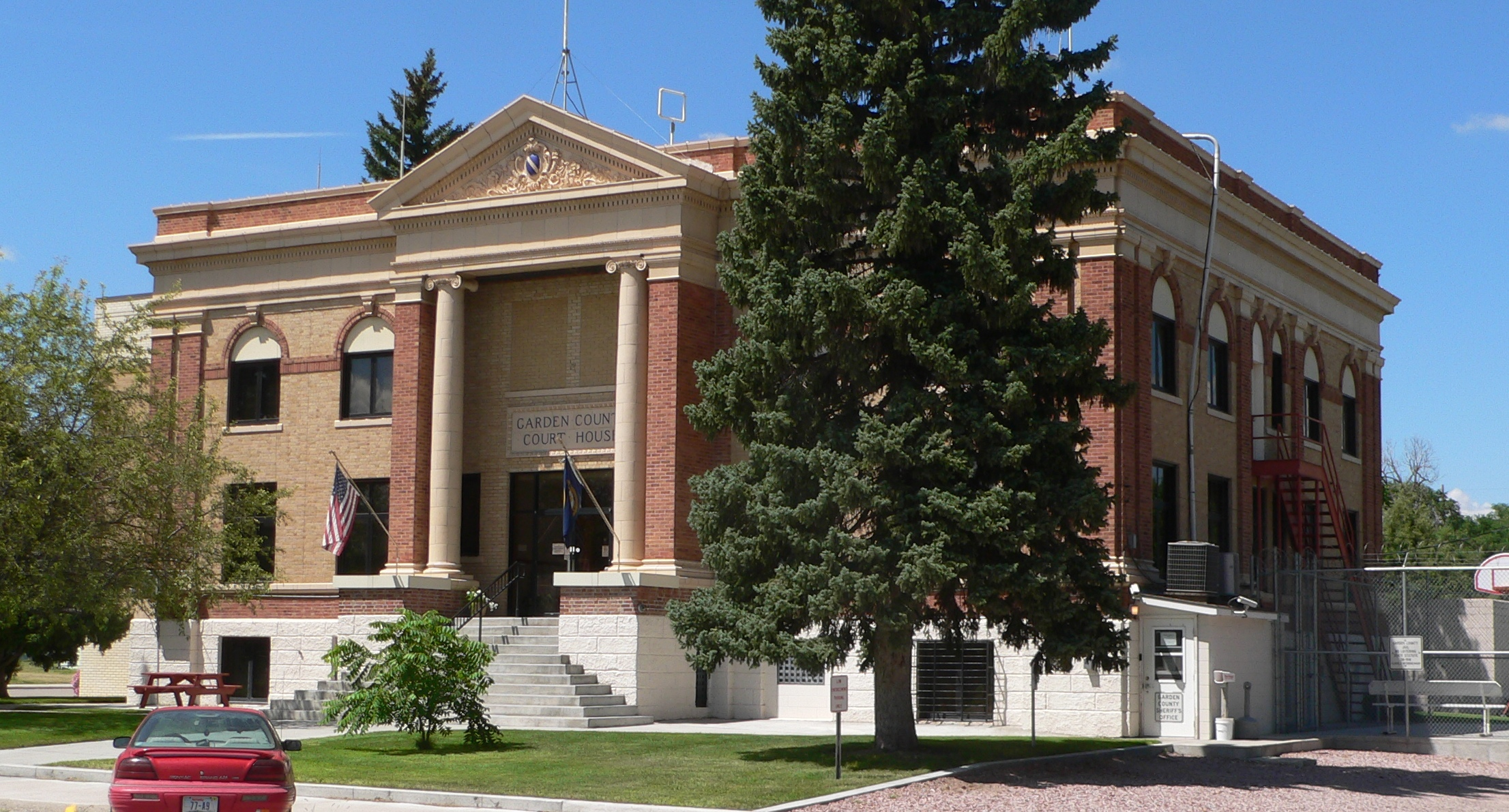
Garden County Courthouse